# 布拉德福德·希爾準則
布拉德福德·希爾準則（英文：Bradford Hill criteria），也稱為希爾因果關係標準（Hill's criteria for causation）。該準則包含九項子原則，可用於建立推定原因與觀察到的結果之間因果關係的流行病學證據，並已廣泛用於公共衛生研究。 該準則於 1965 年由英國流行病學家奧斯汀·布拉德福德·希爾爵士建立。 
1996 年，Fredricks 和 Relman 在關於微生物致病原因的論文中提及了該標準。 

## 定義
1965 年，英國統計學家奧斯汀·布拉德福德·希爾爵士提出了一套含九項標準的準則，以提供推定原因和觀察到的結果之間因果關係的流行病學證據。 （例如，他論證了吸煙與肺癌之間的聯繫。）標準如下所示： 
1. 強度（效應值）：小的關聯並不意味著沒有因果效應，儘管關聯越大，它就越有可能是因果關係。
2. 一致性（再現性）：不同人在不同地方用不同樣本觀察到的一致結果增強了效果的可能性。
3. 特異度：如果在特定地點和疾病存在非常特定的人群，而沒有其他可能的解釋，則可能存在因果關係。因素和效應之間的關聯越具體，因果關係的概率就越大。 [1]
4. 時間性：結果必須發生在原因之後（如果在原因和預期結果之間存在預期的延遲，那麼結果必須在該延遲之後發生）。
5. 生物梯度（劑量反應關係）：更多的暴露通常會導致更大的影響發生率。但是，在某些情況下，僅存在該因素即可觸發效果。在其他情況下，觀察到成反比：更大的暴露導致更低的發病率。[1]
6. 合理性：因果關係之間合理的機制是有幫助的（但希爾指出，對該機制的了解受到當前知識的限制）。
7. 連貫性：流行病學和實驗室發現之間的連貫性增加了影響的可能性。然而，希爾指出，“……缺乏這種(實驗室)證據並不能抵消流行病學對關聯性的影響”。
8. 實驗：“有時可以訴諸實驗證據”。
9. 類比：在觀察到的關聯和任何其他關聯之間使用類比或相似之處。

部分觀點認為尚須考慮可逆性：若造成疾病的原因消失，那麼結果也應該隨之消失。